# ديف هولمز
ديف هولمز (بالإنجليزية: Dave Holmes)‏ هو مدير فني أمريكي، ولد في 7 يناير 1924، وتوفي في 25 أغسطس 1999.